# 茨城県道16号大洗友部線
茨城県道16号大洗友部線（いばらきけんどう16ごう おおあらいともべせん）は、茨城県東茨城郡大洗町から笠間市に至る県道（主要地方道）である。

## 概要

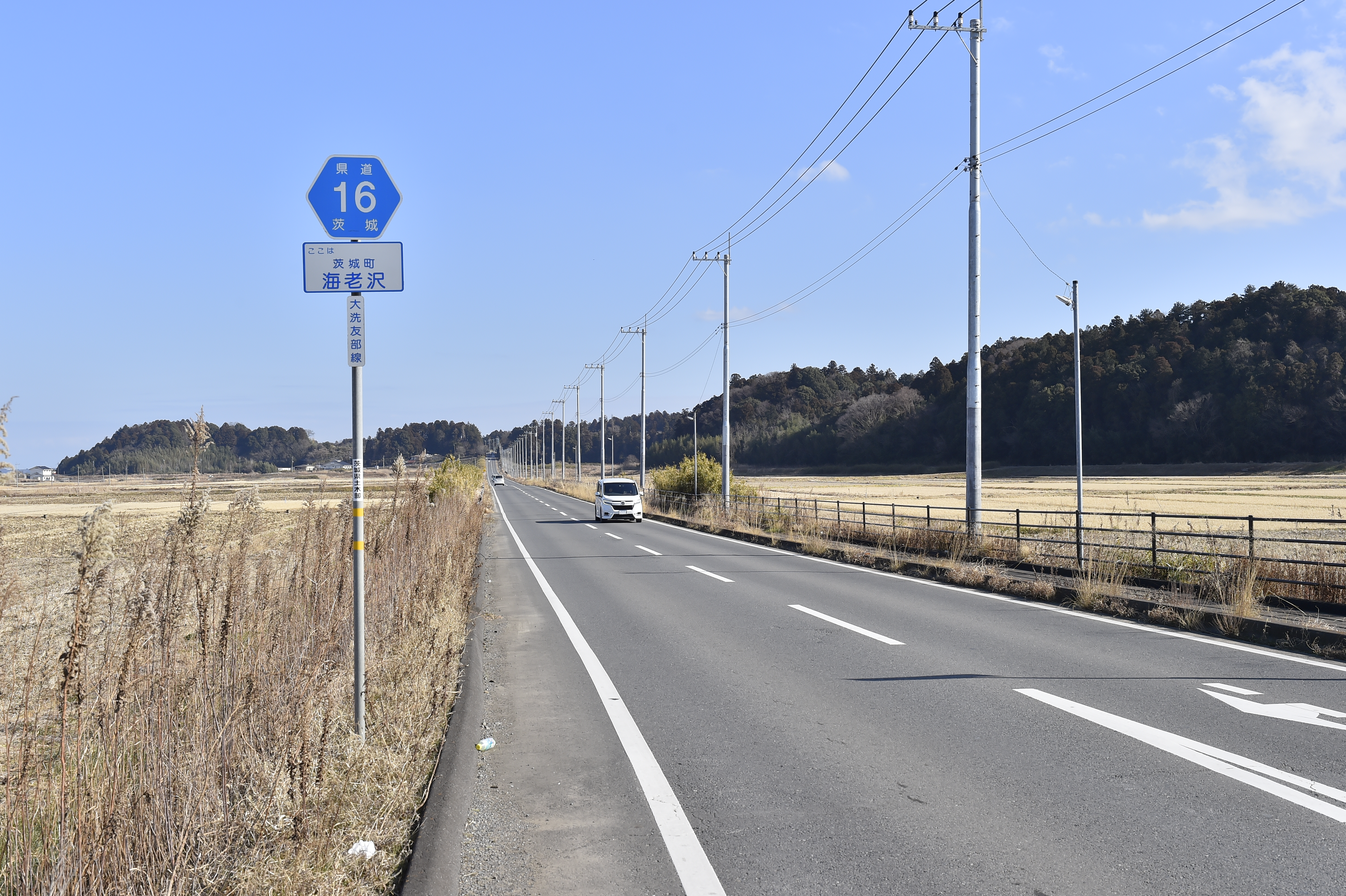
茨城県道16号大洗友部線
茨城町海老沢（2022年1月）

東茨城郡大洗町の国道51号交点（大洗サンビーチ入口）から涸沼南岸を通り、茨城町奥谷を経由して、笠間市の国道355号宍戸バイパス交点（友部IC入口）までの区間を東西に結ぶ延長約38キロメートル (km) の主要地方道である。経路は、ほぼ涸沼川に沿った経路を辿る。また、茨城町中央工業団地の中央部を東西に横断する道路が、本県道のバイパス道として指定されている。現在、茨城中央工業団地から国道6号までの四車線のバイパスが造られている最中である。

### 路線データ
- 起点：茨城県東茨城郡大洗町大貫町（国道51号・茨城県道2号水戸鉾田佐原線交点）
- 終点：茨城県笠間市平町字壱町田505番1地先（国道355号宍戸バイパス交点＝友部I.C入口交差点）[1]
- 総延長：37.849 km[2]
- 重用延長：なし[2]
- 未供用延長：なし[2]
- 実延長：37.849 km[2]
- 自動車交通不能区間延長[注釈 1]：なし[2]

## 歴史
1965年（昭和40年）、前身にあたる県道海老沢大洗線と県道平茨城線を廃止し、同2路線と県道鉾田茨城線の一部区間（茨城町海老沢 - 奥谷）を統合した新たな主要地方道として、東茨城郡大洗町大字神山の一般国道51号線分岐（現・旧国道51号の夏海十字路）を起点として、西茨城郡友部町平町（現・笠間市平町）の主要地方道石岡笠間線（現・国道355号旧道）交点まで至る区間を茨城県が県道路線認定した。1995年（平成7年）に、整理番号変更により現在の整理番号16となり、現在に至る。

### 年表
- 1965年（昭和40年）8月26日
  - 県道大洗友部線として路線認定[4]。

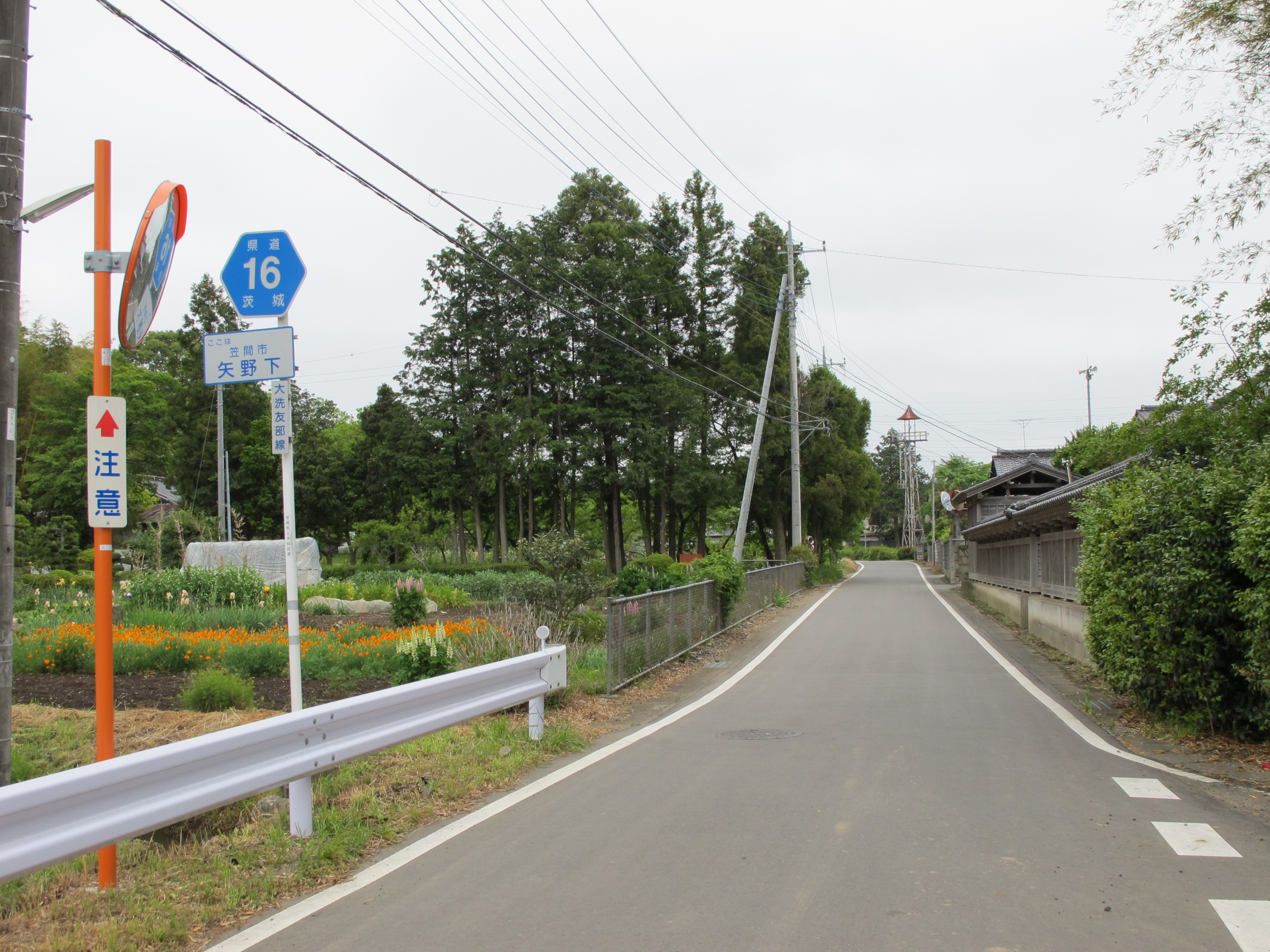
茨城県道16号大洗友部線
2017年3月まで県道に指定されていた笠間市矢野下の旧道（2013年5月）

  - 道路区域を、東茨城郡大洗町大字神山 一般国道51号線分岐から、西茨城郡友部町平町 主要地方道石岡笠間線交点までとし、供用開始[5]。
  - 同時に、前身路線にあたる海老沢大洗線（茨城町大字海老沢 - 大洗町大字神山）、平茨城線（友部町大字平町 - 茨城町大字小鶴）を廃止[6]。
- 1972年（昭和47年）7月6日：西茨城郡友部町大字長免路 - 同町大字仁古田の旧道から道路改良バイパス（980 m）へ付け替え供用開始[7]。
- 1976年（昭和51年）8月12日：東茨城郡茨城町大字網掛 - 同町大字宮ケ崎の網掛集落内を走る狭隘道路（1.305 km）からバイパス（873 m）へ付替え改良供用開始[8]。
- 1983年（昭和58年）6月6日：常磐線踏切を除却するための代替道路区域決定[9]。
- 1985年（昭和60年）
  - 3月4日：東茨城郡大洗町成田町 - 鹿島郡旭村大字箕輪にバイパス（1.0 km）を新設する道路区域に決定[10]。
  - 3月14日：鹿島臨海鉄道涸沼駅開業と同時に、涸沼駅前 - 鹿島郡旭村大字箕輪（県道下太田鉾田線交点）の取付道路（約150 m）が開通[11]。
  - 11月14日：西茨城郡友部町大字矢野下 - 同町大字橋爪のJR常磐線ガード下を拡幅改良[12]。
- 1986年（昭和61年）4月3日：大洗町大字成田町 - 鹿島郡旭村大字下太田（涸沼駅前）に新道の一部区間（約0.6 km）が開通[13]。
- 1993年（平成5年）5月11日：建設省から、県道大洗友部線が大洗友部線として主要地方道に指定される[14]。
- 1995年（平成7年）
  - 3月16日：大洗町成田町地内のバイパス道路の延長（約1.5 km）が開通する[15]。
  - 3月30日：整理番号30から現在の番号（整理番号16）に変更される[16]。
- 1996年（平成8年）12月19日：大洗町成田町の旧道区間（2.045 km）が指定解除により町道に降格する[17]。
- 1997年（平成9年）12月15日：東茨城郡茨城町大字小鶴（国道6号） - 友部町大字仁古田のバイパス道路を新設する道路区域（7.713 km）が決定[18]。
- 1998年（平成10年）10月22日：茨城町大字南川又 - 友部町大字仁古田（主要地方道石岡常北線・仁古田交差点）のバイパス（1.64 km）を新設する道路区域が決定する[19]。
- 2000年（平成12年）2月17日：茨城町大字駒渡 - 大字南栗崎の中央工業団地を横断する道路を供用開始[20]。
- 2001年（平成13年）3月29日：友部町大字住吉 - 同町大字矢野下のバイパス道路（2.34 km）を供用開始[21]。
- 2003年（平成15年）7月30日：茨城町大字南栗崎 - 大字南川又まで新道の一部区間（約1.1 km）が開通[22]。
- 2005年（平成17年）7月19日：友部町大字平町（宍戸小学校前 - 友部I.C入口）の新道（約0.85 km）が開通[1]。
- 2007年（平成19年）3月26日：茨城町大字宮ヶ崎 - 同町大字海老沢までの海老沢バイパス（約2.3 km）が開通する[23]。
- 2008年（平成20年）3月17日：茨城町大字宮ケ崎 - 大字海老沢の旧道区間（延長2.607 km）が一般道へ降格および、旧道の一部が茨城県道115号子生茨城線へと変更される[24]。
- 2010年（平成22年）2月15日：茨城町大字中央工業団地 - 笠間市大字仁古田（主要地方道石岡城里線）のバイパスが開通する[25]。
- 2013年（平成25年）3月27日：大洗町内の夏海十字路を迂回する、県道大洗友部線（神山バイパス）を供用開始[26]。
- 2014年（平成26年）12月18日：東茨城郡大洗町神山町 - 同町成田町（神山バイパス）の旧道区間（1.4 km）が指定解除され大洗町道に降格[27]。
- 2016年（平成28年）1月21日：笠間市橋爪の現道（常磐線 - 国道355号間、544 m）を2車線化拡幅改良する道路区域を指定[28]。
- 2017年（平成29年）3月2日：笠間市住吉 - 同市矢野下の旧道区間（2.092 km）が県道指定を解除され、笠間市道に降格[29]。
- 2018年（平成30年）8月30日：鉾田市箕輪にバイパス（990 m）を新設する道路区域を指定[30]。
- 2023年（令和5年）
  - 4月1日：東茨城郡茨城町大字越安 - 同町大字蕎麦原のバイパスの一部（約430 m）を供用開始[31]。
  - 4月28日：鉾田市箕輪のバイパス (1.0 km) が開通する[32][33]。
- 2024年（令和6年）
  - 3月13日： 東茨城郡茨城町越安 - 駒渡のバイパス (1.3 km) が開通する[34][35]。
  - 3月25日：鉾田市箕輪（涸沼駅西交差点 - 梶山鮮魚店付近）の旧道（990 m）が指定解除され、鉾田市道に降格[36]。

## 路線状況
起点の夏海IC - 夏海十字路の旧道区間は、かつて国道51号だった道幅の狭い道路のため、この区間をショートカットする神山バイパスが開通している。鉾田市内は2車線となっている。茨城町に入るとかつて旧道の宮ヶ崎 - 海老沢間が狭隘道路だったが、この区間をショートカットするバイパスが2007年に開通している。奥谷交差点 - 長岡橋までは、茨城県道18号茨城鹿島線と重複する。長岡橋から西に折れて小鶴の商店街を抜けると再び道路は狭くなる。この小鶴商店街では、毎年7月の小鶴祇園祭開催時は一部区間が全面通行止めとなる。北関東自動車道の陸橋（寺山橋）を越えてしばらく行くと、国道355号交差点にて終点となる。鉄道とは立体交差しており、本県道に対して、鹿島臨海鉄道大洗鹿島線は掘割によるアンダーパス、JR常磐線は築堤によるオーバーパスにより平面交差しないため踏切は皆無である。
かつては狭隘区間が多かったが、近年の道路拡幅やバイパス道整備等の道路改良工事が着々と進められており、主要地方道としての道路機能を有するようになった。
道路法の規定に基づき、以下の区間は緊急輸送道路として機能を維持するため、災害発生時の被害拡大防止を目的に道路用地内へ新たな電柱を建てることが制限されている。
- 東茨城郡大洗町大貫町（大洗サンビーチ入口交差点） - 同郡茨城町長岡（主要地方道茨城鹿島線接続）間[37]
- 東茨城郡茨城町小鶴（小鶴西交差点） - 笠間市橋爪（国道355号交差）間[37]
- 東茨城郡茨城町駒渡（茨城町道110号線交差） - 笠間市仁古田（県道石岡城里線交差）[38]
- 鉾田市箕輪7番1地先（県道114号交点付近） - 鉾田市箕輪2169番1地先[39]
- 東茨城郡茨城町大字越安（茨城町運動公園前） - 同郡茨城町大字駒渡（中央工業団地付近）[40]

### バイパス
- 大洗友部線バイパス（茨城町 - 笠間市）
茨城中央工業団地や、北関東自動車道 茨城町西インターチェンジへのアクセス道路として整備が進められている延長6.85 kmのバイパス道路。幅員は27.0 m、車道部が13.0 m。平成7年度から事業が行われており、2019年現在は茨城中央工業団地から西側の友部方面の区間が供用されており、東側の国道6号へつながる区間の整備が進められている[41]。

### 重複区間
- 茨城県道18号茨城鹿島線（茨城町奥谷 - 同町長岡）

### 道路施設
- 大谷川橋（大谷川、鉾田市下太田 - 箕輪）
- 岸前橋（桜川、茨城町宮ヶ崎 - 海老沢）
- 寛政橋（寛政川、茨城町神宿 - 駒場）
- 高橋（涸沼川、茨城町奥谷 - 小鶴）
- 小鶴橋（農道、農業用水路、茨城町小鶴）
- 関戸橋（水路、茨城町長岡 - 小鶴）
- 下宿橋（農業用水路、茨城町小鶴）
- 一の橋（枝折川、茨城町南川又 - 笠間市仁古田）
- 長兎路橋（常磐自動車道、笠間市長兎路）
- 寺山橋（北関東自動車道、笠間市住吉）

## 地理

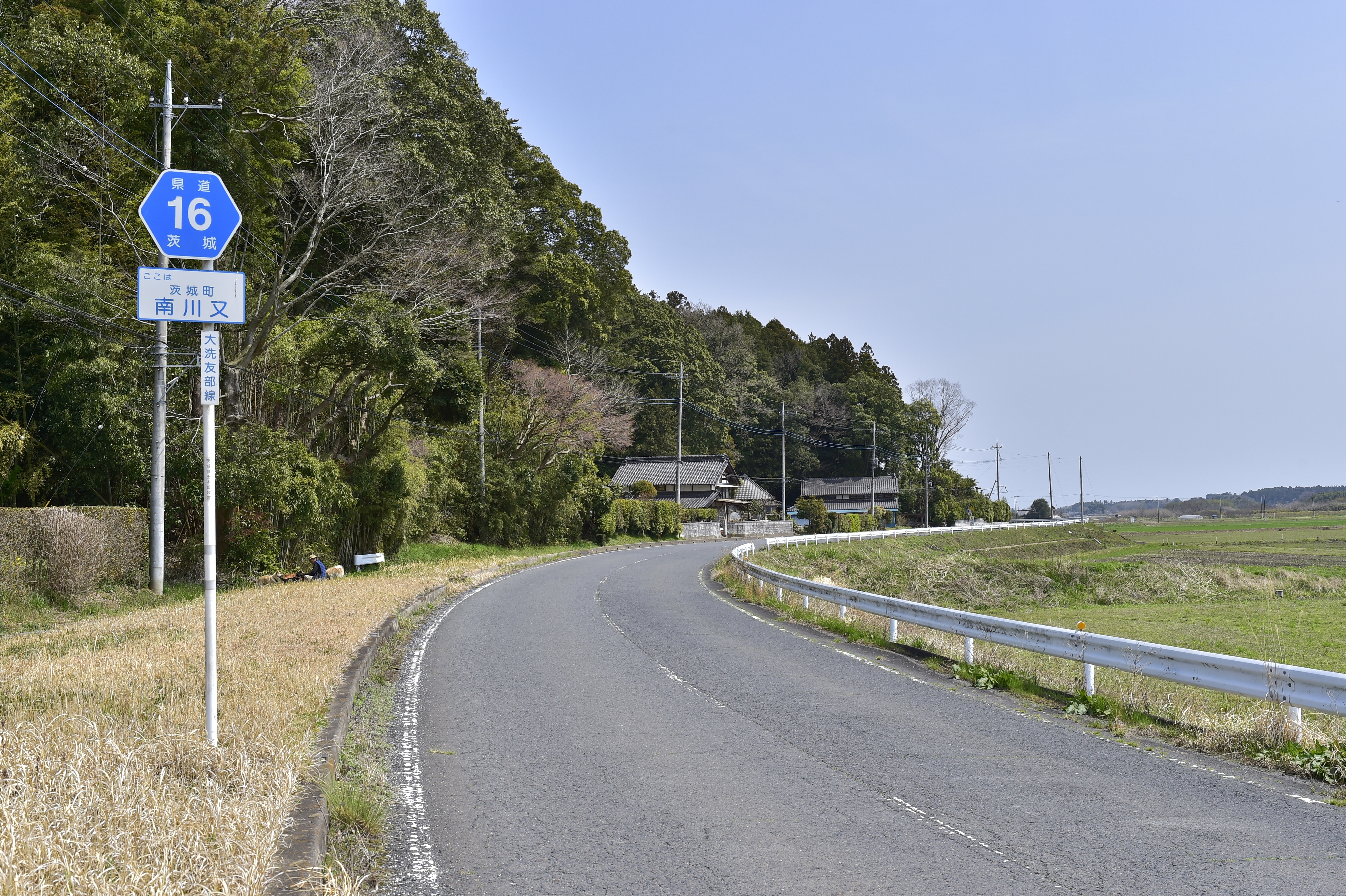
茨城町南川又（2022年4月）

東茨城郡大洗町の国道51号の夏海I.C入口から始まり、夏海十字路で右に折れる。その後、涸沼を霞めながら鹿島臨海鉄道涸沼駅を過ぎると鉾田市に入る。しばらく進むといこいの村涸沼が見え、それを過ぎると東茨城郡茨城町に入る。海老沢で茨城県道50号水戸神栖線と交差、このあたりは涸沼川に沿って田園風景が広がる。茨城県道18号茨城鹿島線との重複区間の沿線は商店街で、茨城町越安から再び田園風景が広がってくる。その後笠間市に入り、常磐自動車道の陸橋（長兎路橋）を越えると今度は畑の中を通るようになる。岩間街道の交差点付近まで来ると林の中を走る。

### 通過する自治体
- 東茨城郡大洗町
- 鉾田市
- 東茨城郡茨城町
- 笠間市

### 交差する道路
- 国道51号（東茨城郡大洗町大貫町 大洗サンビーチ入口交差点）
- 茨城県道114号下太田鉾田線（鉾田市箕輪）
- 茨城県道50号水戸神栖線（東茨城郡茨城町海老沢）
- 茨城県道18号茨城鹿島線・茨城県道43号茨城岩間線（東茨城郡茨城町奥谷 奥谷交差点）
- 茨城県道18号茨城鹿島線（東茨城郡城町長岡）
- 国道6号（東茨城郡茨城町小鶴 小鶴西交差点）
- 茨城県道59号玉里水戸線（東茨城郡茨城町野曽 中央工業団地南交差点）
- 茨城県道52号石岡城里線（笠間市仁古田 仁古田交差点）
- 茨城県道30号水戸岩間線（笠間市住吉）
- 茨城県道281号平友部停車場線（笠間市橋爪）
- 国道355号・北関東自動車道 友部インターチェンジ（笠間市平町 友部I.C入口交差点）

### 沿線にある施設など
- 鹿島臨海鉄道大洗鹿島線（大洗町 - 鉾田市）
  - 涸沼駅（鉾田市下太田）
- 涸沼
- いこいの村涸沼（鉾田市箕輪）
- 茨城町役場
- 中央工業団地（茨城町）
- 友部SA、スマートインターチェンジ
- 友部市街
- JR常磐線（笠間市矢野下）